# 砺波市立鷹栖小学校
砺波市立鷹栖小学校 （となみしりつ たかのすしょうがっこう）は富山県砺波市鷹栖にある公立小学校である。

## 校舎概要
25,344m2の敷地に、延床面積3,817m2の校舎（鉄筋コンクリート2階建て）と体育館（鉄筋鉄骨2階建て）が立地している。鉄筋ながら散居村の風土に相応しい瓦葺の屋根を持つ校舎である。

## 沿革
- 1873年（明治6年） - 就正小学校として創立、正安寺にて開校
- 1892年（明治25年） - 就正尋常小学校と改称
- 1910年（明治43年） - 鷹栖尋常小学校と改称
- 1929年（昭和4年） - 西礪波郡鷹栖尋常高等小学校と改称
- 1941年（昭和16年） - 鷹栖国民学校と改称
- 1948年（昭和23年） - 東礪波郡鷹栖村立鷹栖小学校と改称
- 1955年（昭和30年） - 現校名へ改称
- 1964年（昭和39年）7月23日 - 鷹栖小学校プール完成[4]
- 1973年（昭和48年） - 創立100周年記念式挙行
- 1990年（平成2年）9月13日 - 新校舎建設に着手[2]
- 1992年（平成4年）
  - 4月4日 - 現在地に同年3月[2]に竣工した新校舎の入校式を挙行[5]
  - 7月 - プール完成[2]。
  - 10月4日 - 新築移転工事落成式を挙行[5][2]

## 特記事項
2019年現在、交通安全子供自転車全国大会に富山県代表として20年以上連続で出場している。
平成27年に大谷科学賞を受賞した。

## 周辺
- 富山県立砺波工業高等学校
- 北陸自動車道小矢部砺波JCT

## 通学区域
- 鷹栖の区域[9]

## 進学先
- 砺波市立出町中学校